# Quilômetro por segundo
Quilômetro por segundo (português brasileiro) ou Quilómetro por segundo (português europeu), simbolizado por km/s, é uma medida de velocidade utilizada para expressar grandes módulos de velocidade. Como exemplo, cita-se a velocidade da luz, que é aproximadamente 300.000 km/s. Essa unidade mede quantos quilômetros são percorridos num espaço de tempo de 1 segundo.
As conversões do km/s para outras unidades de velocidade comuns estão dispostas abaixo.
- 1 km/s = 3600 km/h
- 1 km/s = 1000 m/s
- 1 km/s = 100000 cm/s